# Vodní elektrárna Torbole
Vodní elektrárna Torbole je vodní dílo v povodí řeky Sarca v Provincii Trentino v italských Východních Alpách.  
Je poslední součástí energetických staveb na řece a nachází se u jejího ústí do Gardského jezera. Vodocestná část navazuje na vodní elektrárnu Santa Massenza. Je tak regulována jezerem Molveno a přehradní nádrží Ponte Pià. Voda z elektrárny Santa Massenza vytéká do jezer Santa Massenza a Lago di Toblino, odtud je část vod vrácena do původního koryta řeky Sarca, větší průtok však napájí jezero Lago di Cavedine. Vysokohorská řeka Sarca s nepředvídatelným průtokem tak dostává akumulaci pro klidný průtokový režim. Sběrná plocha povodí je 900 km2. Z jezera Cavedine je voda vedena 14 km dlouhým podzemním potrubím k jednocestnému přivaděči o hltnosti 80 m3/s.
Hala se nachází na levém břehu Sarcy ve městě Torbole. Dvě Francisovy turbíny poskytují při spádu 166 m výkon 112 MW. Roční výroba elektrárny, napojené na 220 kV síť, je 370 GWh.